# 2191 Uppsala
2191 Uppsala هو كويكب، يقع ضمن حزام الكويكبات. اكتشف في 6 أغسطس 1977.

## روابط خارجية
- 2191 Uppsala في قاعدة بيانات مختبر الدفع النفاث لأجرام النظام الشمسي الصغيرة

- الاكتشاف · مخطط المدار ·  العناصر المدارية · المعلمات المادية

- 2191 Uppsala على موقع ويكي سكاي: DSS2, SDSS, GALEX, IRAS, Hydrogen α, X-Ray, Astrophoto, Sky Map, Articles and images